# Суперпрогнозування. Мистецтво та наука передбачення
Суперпрогнозування. Мистецтво та наука передбачення (англ.  Superforecasting: The Art and Science of Prediction by Philip E. Tetlock, Dan Gardner) - книга, написана Філіпом Тетлоком у співавторстві з Деном Гарднером, бестселер New York Times, книга року 2015 за версією The Economist. Вперше опублікована в 2015 році.

## Історія створення
Здається, немає людини, яка не хотіла хоча б на мить зазирнути в майбутнє. Але на жаль, люди рідко здатні влучно спрогнозувати майбутні події. Як зазначив професор Вортонського університету Філіп Тетлок в своєму дослідженні в 2005 році, навіть прогнози експертів є трохи кращими за непередбачуваність та випадковість. Однак, важливим в досліджені залишається факт, що деякі опитувані були дійсно наділені даром передбачення. Цікавим є те, що в підсумку прості учасники-аматори показали більш точні та влучні прогнози ніж експерти та фахівці. Чому деякі люди володіють даром передбачення? І чи можна його набути? Дослідженню цього явища Тетлок присвятив 10 років. 

## Огляд книги
Автори в своїй книзі пропонують майстер-клас з прогнозування, що базується на багаторічних дослідженнях та результатах масового проекту, реалізованого за підтримки державного бюджету США. Проект The Good Judgment Project охоплює десятки тисяч опитуваних, які намагаються спрогнозувати глобальні події. Деякі з добровольців показали дійсно вражаючі результати. Вони і є представниками описуваного в книзі явища - суперпрогнозування. 
Для вдалого прогнозування не потрібні надпотужні комп´ютери або аркадні методи. Цей процес передбачає акумулювання свідчень з різних джерел, практичне мислення, командну роботу, а також здатність виявити власні помилки і вчасно змінити курс. Як повідомляє The Economist, провидці - це люди, наділені хорошими розумовими та психологічними навичками, але не обов`язково генії.
Суперпрогнозування - це перший наочний ефективний спосіб покращити наші вміння передбачати майбутні події - у бізнесі, фінансах, політиці, міжнародних відносинах чи повсякденному житті. Зважаючи на цінність інформації, яку несе в собі книга, їй судилось стати частиною сучасної літературної класики.  [Архівовано 5 жовтня 2018 у Wayback Machine.]

## Переклад укр.
- Філіп Тетлок, Ден Ґарднер. Суперпрогнозування. Мистецтво та наука передбачення. / пер.Ірина Мазарчук. К.: Наш формат, 2018 - с.390. - ISBN 978-617-7388-82-0